# Karakter (novela)

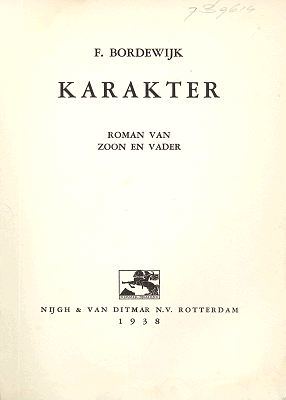
Página de título de Karakter (1938 ed.)

Carácter (título holandés original «Karakter») es una novela del autor holandés Ferdinand Bordewijk publicada en 1936. Subtitulado «Een roman van zoon en vader» (en español: «una novela de hijo y padre»),  es un novela de aprendizaje (bildungsroman) que relata la relación entre un padre y su hijo. Carácter es la novela más conocida de Bordewijk, y es en la que se basa la película de 1997 del mismo nombre.